# Gustavo Adolfo Munúa Vera
Gustavo Munúa (Montevideo, 27 de gener de 1978) és un futbolista uruguaià, que ocupa la posició de porter a l'ACF Fiorentina.

## Trajectòria
Va iniciar la seua carrera al Club Nacional de Football, on va guanyar el campionat domèstic en 1998, 2000, 2001 i 2002. Al Nacional, va establir el rècord d'imbatibilitat: 963 minuts. També va obtindre el rècord de ser el primer porter a marcar un gol en el futbol uruguaià, quan va convertir una falta directa davant Central Español. Va marcar més gols des del punt de penal tant en lliga com a la Libertadores.
Deixa Nacional el 2003 i fitxa pel Deportivo de La Corunya, on va tenir una dura pugna per a aconseguir la titularitat de la porteria gallega. Però no se'n va sortir i entre 2003 i 2006 està a l'ombra de Molina, i de 2006 a 2009, d'Aouate. En total, 27 partits de lliga repartits en sis temporades.
El gener del 2008, Munúa i Aouate es van barallar a la fi d'un entrenament, sent els dos apartats de la convocatòria. Al mes següent, però, donada la inexperiència del tercer porter deportivista, van ser reincorporats.
Després de jugar tan sols un encontre de la temporada 08/09, suplent d'Aranzubia, a l'estiu del 2009 deixa l'esquadra gallega i recala al Màlaga CF, de Segona Divisió.

## Internacional
Munúa ha estat internacional amb la selecció del seu país en 25 ocasions. Va participar en el Mundial del 2002, així com a la Copa Amèrica del 2001